# Рукн ад-дін Кайкаус
Рукн ад-дін Кайкаус (перс. کن ‌الدین کیکاوس; д/н—1300/1301) — султан Бенгалії у 1291—1300/1301 роках.

## Життєпис
Син Бугра-хана і онук делійського султана Балбана. Про молоді роки відомостей обмаль, але ймовірно був досить молодим, коли батько у 1281 року отримав посаду маліка (намісника) Бенгалії. 1287 року бугра-хан оголосив себе султаном. 1291 року останній зрікся влади на користь Кайкауса.
Новий султан продовжив політику попередника, активно розбудовуючи державу. Ймовірно її розширення призвело до необхідності утворення посад на кшталт віцекороля, які було надано Іхтіяр ад-діну Фіроз Ітгіну (керував Біхаром і західними землями султанату) і Шахаб ад-діну Зафар-хану Бахрам Ітгіну (керував західною Бенгалі й південними землями султанату). Своєю резиденцією обрав Девкот.
Активно сприяв ісламізації населення, спорудженю мечетей. Почав карбувати власну монету. Його військові походи були спрямовані проти раджів на півночі, сході та південному заході, завдяки чому вдалося ще більше розширити кордони Бенгальського султанату.
1296 року взаємно з делійським султаном Алауддіном Хілджі визнали титули і володіння. Помер Рукн ад-дін Кайкаус 1300/1301 року, йому спадкував за різними відомостями брат, син або інший родич — Шамс ад-дін Фіруз-шах.